# تيم كوشران
تيم كوشران (بالإنجليزية: Tim Cochran) هو رياضياتي أمريكي، ولد في 7 أبريل 1955 في فيلادلفيا في الولايات المتحدة، وتوفي في 16 ديسمبر 2014.